# Thalassomya setosipennis
Thalassomya setosipennis är en tvåvingeart som först beskrevs av Wirth 1947.  Thalassomya setosipennis ingår i släktet Thalassomya och familjen fjädermyggor. Inga underarter finns listade i Catalogue of Life.